# Љубомир Катић
Љубомир Љуба Катић (Велики Бечкерек, 25. април 1934 — Зрењанин, 10. март 2025) био је југословенски и српски кошаркаш и кошаркашки тренер. Играо је за кошаркашку репрезентацију Југославије.

## Каријера

### Играчка каријера
Катић је почео каријеру у Партизану Зрењанин, а касније је прешао у зрењанински клуб Раднички Кристал.
У пролеће 1952. приступио је Пролетеру Зрењанин. Дана 22. маја 1953. одиграо је прву професионалну утакмицу за Пролетер, када је његов тим изгубио резултатом 55 : 52 од Црвене звезде. Током играња за Пролетер из Зрењанина освојио је Прва лигу Југославије у сезони 1956. Катић је био део групе играча познате као Пролетерова петорка, у којој су били и Милутин Миња, Лајош Енглер, Душан Радојчић и Вилмош Лоци.
Током сезоне 1958. године прешао је да игра за Црвену звезду, заједно са Милутином Мињом. После једне сезоне у Београду, вратио се у Зрењанин. Током свог другог боравка у Пролетеру, био је играч-тренер заједно са Вилмошем Лоцијем. Катић је играо за Пролетер до 1964. године када је са породицом прешао у Сплит, где се придружио истоименом клубу који је тренирао Бранко Радовић, његов саиграч из Црвене звезде. Катић је 26. априла 1964. године дебитовао за Сплит, када је он изгубио од Партизана резултатом 65 : 63. Сплит је те сезоне дебитовао у Првој лиги Југославије. 
Био је о репрезентативац Југославије током Европског првенства 1955. године одржаног у Будимпешти, где је током пет утакмица постигао просечно 2 поена по мечу. Такође је играо за репрезентацију Југославије на Европском првенству 1957. године одржаном у Софији, где је на девет утакмица постигао просечно 4,4 поена.
За репрезентацију Југославије одиграо је укупно 29 утакмица и постизао је у просеку 3,4 поена по мечу.

### Тренерска каријера
Катић је своју тренерску каријеру започео током другог играња у зрењанинском Пролетеру када је био играч-тренер. Након повлачења из играчке каријере, био је само тренер. Године 1975. постао је тренер зеничког Челика, који је тренирао наредне четири године.

## У популарној култури
Српски документарни филм из 2016. под називом Шампиони из педесет и шесте приказује Катића и достигнућа кошаркаша Пролетера средином 1950-их и како су освојили првенство Југославије 1956. године.

## Награде и трофеји
- Прва лига Југославије (1956)
- Плакета Кошаркашког савеза Србије (2016)[11]